# Luigi Petrini
Luigi Petrini (* 7. Dezember 1934 in Rom; † 12. Juni 2010 ebenda) war ein italienischer Filmregisseur und Drehbuchautor.

## Leben
Petrini begann sein Schaffen beim Film als Regieassistent für Ferdinando Baldi Mitte der 1950er Jahre. Fast zehn Jahre war er in solchen Funktion, aber auch am Theater und für gelegentliche Fernsehengagements tätig. 1964 debütierte er mit Una storia di notte als Regisseur, einer Komödie, bei der er während der Dreharbeiten mit der Rivalität der Stars Scilla Gabel und Sylva Koscina zu tun hatte; daneben führte er Vittorio De Sica zu einer Leistung, die den Film als Beitrag zum Filmfestival von Venedig qualifizieren ließ. Nach einer heute verschollenen weiteren Komödie wandte er sich erotisch orientierten, weiterhin unterhaltsam präsentierten Themen zu. Mitte der 1970er Jahre folgten dann ein harter Kriminalfilm, das unterschätzte Drama Ring und der ungewöhnliche White “Pop” Jesus. Nach einigen Drehbüchern, die wieder deutliche Sexszenen enthielten, zog er sich Anfang der 1980er Jahre aus der Branche zurück. Einzig ein Dokumentarfilm von 1988, Aurora Express, bildete eine Ausnahme.

## Filmografie (Auswahl)
- 1964: Una storia di notte
- 1977: Kidnapping… Ein Tag der Gewalt (Operazione Kappa… sparate a vista)
- 1980: White “Pop” Jesus
- 1982: Frau Doktor kann’s nicht lassen (Pierino aiutante messo comunale… praticamente spione) (Drehbuch)